# Leptochilus boharti
Leptochilus boharti är en stekelart som beskrevs av Parker 1966. Leptochilus boharti ingår i släktet Leptochilus och familjen Eumenidae. Inga underarter finns listade i Catalogue of Life.